# Agedashi dofu
L'agedashi dofu (揚げ出し豆腐, agedashi dōfu), souvent raccourci en age dofu) est une façon de cuisiner du tofu destiné à être servi chaud.
Du tofu soyeux (kinugoshi) ferme est coupé en cubes puis légèrement fariné avec de la fécule de pomme de terre ou de la farine de maïs puis frit dans un bain d'huile jusqu'à ce qu'il soit doré. Le tofu est alors servi dans un bouillon chaud, le tentsuyu, composé de  dashi, mirin et de   sauce soja japonaise, puis recouvert de negi (un type de ciboule) finement émincé, de daikon râpé ou de katsuobushi.

## Histoire
L'agedashi dofu est un plat populaire et ancien. Il est inclus dans un livre de recettes japonaises datant de 1782 dont le titre est Tofu hyakuchin (littéralement « Cent tofus »), avec d'autres plats à base de tofu comme le tofu glacé (hiyayakko) et le tofu mijoté (yudofu).

## Autre plat
D'autres mets que le tofu peuvent être préparés en utilisant la même technique, comme le 揚げ出し茄 (agedashi nasu), à base d'aubergine.